# Paice, Ashton & Lord
Paice, Ashton & Lord – brytyjski zespół bluesowo-rockowy założony w 1976 roku przez byłych członków zespołów Deep Purple i Ashton, Gardner & Dyke – Jona Lorda, Iana Paice’a i Tony’ego Ashtona. W składzie grupy znaleźli się także: gitarzysta Bernie Marsden i basista Paul Martinez.
Zespół nagrał jedną płytę studyjną Malice in Wonderland, koncertował także w Wielkiej Brytanii. Grupa zawiesiła działalność w połowie prac nad drugim albumem studyjnym w połowie 1977 roku.
W 1993 roku ukazała się płyta z zapisem koncertu dla BBC - BBC Radio 1 In Concert.
W 2000 roku zespół reaktywował się w oryginalnym składzie (jedynie Paula Martineza zastąpił Neil Murray) na jeden koncert, podczas którego wykonał kilka utworów ze swojego repertuaru.
W 2007 roku ukazała się płyta DVD Live in London z koncertem grupy z 1977 roku oraz filmem dokumentalnym o zespole zrealizowanym podczas prac zespołu nad płytą Malice in Wonderland.

## Dyskografia
- 1977 Malice in Wonderland
- 1992 BBC Radio 1 In Concert ’77
- 2007 Live in London ’77 (DVD)